# William Reyes
William Reyes es un cineasta, guionista y productor hondureño, fundador de la productora Opida. Su cortometraje Victoria (2018) se estrenó en Guadalajara y ganó el Ícaro a Mejor Cortometraje Documental Centroamericano. En 2023, El Pescador obtuvo el Ícaro a Mejor Cortometraje de Ficción. Su primer largometraje, Eva, participó en los principales espacios de desarrollo de industria en América Latina, incluyendo el Talent Project Market de la Berlinale en Guadalajara, Proyecta y Copia Final de Ventana Sur. 

## Biografía
Estudió Comunicación en la Universidad Tecnológica Centroamericana y la maestría en Cine Latinoamericano y Caribeño en la Universidad de las Artes de Cuba.
Trabajó en la producción de programas de entretenimiento en Televicentro y Emisoras Unidas, y fue director de Contenido en TVES Honduras. Ha desarrollado proyectos para organizaciones como Unicef y el Banco Interamericano de Desarrollo (BID). Además, es el creador del programa 'Cine desde Nuestros Pueblos', una iniciativa apoyada por el Instituto Hondureño de Cinematografía que brinda formación en creación cinematográfica a jóvenes indígenas y afrodescendientes en Honduras.

## Obra
- Dorado (2017)
- Victoria (2018)
- El Pescador (2022)
- Eva. [2][3][4]

## Reconocimientos
- Mejor Cortometraje Documental Centroamericano en el Festival Internacional de Cine Ícaro porVictoria
- Mejor corto documental, mejor guion y mejor director en el VII Festival Internacional de Cortometrajes EL HERALDO
- Mejor Cortometraje de Ficción Centroamericano 2023 por El Pescador.[5][6][7]